# ديفيد كيث
ديفيد كيث (بالإنجليزية: David Keith)‏ هو منتج أفلام وكاتب سيناريو ومخرج وممثل أمريكي، ولد في 8 مايو 1954 في الولايات المتحدة.

## أعمال

### أفلام
- (1982) ضابط ورجل نبيل[4]
- (1999) سر جبال الأنديز
- (2000) رجال الشرف[5]
- (2000) يو - 571[6]
- (2001) خلف خطوط العدو[7]
- (2003) ديردفيل[8]

### مسلسلات
- هاواي فايف أو

## وصلات خارجية
- ديفيد كيث على موقع IMDb (الإنجليزية)
- ديفيد كيث على موقع روتن توميتوز (الإنجليزية)
- ديفيد كيث على موقع ألو سيني (الفرنسية)
- ديفيد كيث على موقع ميوزك برينز (الإنجليزية)
- ديفيد كيث على موقع تيرنر كلاسيك موفيز (الإنجليزية)
- ديفيد كيث على موقع أول موفي (الإنجليزية)
- ديفيد كيث على موقع قاعدة بيانات الأفلام السويدية (السويدية)
- ديفيد كيث على موقع إن إن دي بي (الإنجليزية)
- ديفيد كيث على موقع قاعدة بيانات الفيلم (الإنجليزية)
- ديفيد كيث على موقع كينوبويسك (الروسية)